# Federico González Obregón
Federico González Obregón (* 1913 in León, Guanajuato; † 29. September 1986 in Guadalajara, Jalisco) war ein mexikanischer Unternehmer in der Schuhbranche, der zunächst von 1949 bis 1953 und anschließend noch einmal von 1959 bis 1961 Vereinspräsident des Club Deportivo Guadalajara war. Sein Sohn Carlos, der später auch das 1944 von Federico González mitbegründete Schuhunternehmen Dione leitete, war von 1983 bis 1985 ebenfalls Präsident des Vereins.